# Wiadomości Historyczno-Dydaktyczne
Wiadomości Historyczno-Dydaktyczne – kwartalnik ukazujący się od 1933 do 1939 we Lwowie. Wydawcą było Polskie Towarzystwo Historyczne. Publikowane były w nim artykuły z zakresu dydaktyki historii. Redaktorem naczelnym był Kazimierz Tyszkowski. Powojenną kontynuacja pisma są "Wiadomości Historyczne". 